# Taxi (tv-serie)
 For alternative betydninger, se Taxi (flertydig). (Se også artikler, som begynder med Taxi)
Taxi er en amerikansk tv-serie, der kørte fra 1978-83.
Taxi omhandlede en række personer, der var nødsaget til at arbejde som taxichauffører i New York City, da deres foretrukne erhverv (eksempelvis skuespiller, bokser, etc.) ikke kunne forsørge dem. Den eneste rigtige chauffør var hovedpersonen Alex Rieger, samt chefen Louis.
Taxi var for mange af de faste skuespillere et springbræt til en gloværdig karriere. Crewet talte bl.a. Danny DeVito, Andy Kaufmann og Tony Danza. I seriens anden sæson blev Christopher Lloyd tilknyttet serien, og hans rolle som præsten Jim Ignatowski er én af de sjoveste og mest populære tvroller nogensinde.[kilde mangler]